# Deinypena obscura
Deinypena obscura är en fjärilsart som beskrevs av Holland 1920. Deinypena obscura ingår i släktet Deinypena och familjen nattflyn. Inga underarter finns listade i Catalogue of Life.